# Michel Gondran
Michel Gondran, né le 1er novembre 1944 à Vaulx-en-Velin, est un mathématicien, informaticien et physicien français. Il est connu pour ses travaux sur les algorithmes de graphes, la théorie de la fiabilité, l'intelligence artificielle, la théorie des dioïdes, l'algèbre et l'analyse minplus. Il poursuit également des recherches sur les fondements de la mécanique quantique.

## Biographie
Michel Gondran est ancien élève de l'École Polytechnique (promotion 1965) et docteur d'État en mathématiques (1974). Il a effectué toute sa carrière à EDF R&D comme ingénieur-chercheur et conseiller scientifique.
Il a enseigné à l'École Polytechnique en Informatique et Mathématiques Appliquées (1976-1989), à l'ENSAE, à l'ENSTA et à l'Université Paris-Dauphine (Lamsade et Ceremade) en théorie des graphes et en intelligence artificielle.
En 1998, Michel Gondran est lauréat du Prix Monpetit de l'Académie des Sciences. Il est membre de l'Académie Européenne Interdisciplinaire des Sciences et en a été président de 2005 à 2010.

## Travaux
Les recherches de Michel Gondran couvrent les domaines de l'informatique et des mathématiques appliquées. 

### Algèbre
Il a développé à la suite de Jean Kuntzmann la théorie des dioïdes et des algèbres de chemins
. Cette approche fait la liaison entre les algorithmes de chemins (algorithme de Bellman) et les méthodes de résolution d'un système matriciel (méthode de Jacobi). 
Les algèbres min-plus et max-plus sont les dioïdes idempotents les plus utilisées dans les applications. Ces algèbres sont également connues sous le nom de mathématiques tropicales.

### Analyse
Ses travaux sur les analyses min-plus et max-plus permettent d'étudier des équations non linéaires (comme les équations de Hamilton-Jacobi) de façon linéaire. Ses études approfondissent ceux de Victor Maslov (en). 
Il introduit les ondelettes min-plus et max-plus qui proposent un nouveau calcul des exposants de Hölder pour l'analyse fractale et l'analyse multifractale.

### Informatique
Michel Gondran a développé de nombreux algorithmes sur les graphes et la combinatoire. En 1987, avec son élève Fabrice Cavarretta (X85), il a réalisé la première modélisation formelle d'une partie de l'Éthique de Spinoza à l'aide du langage SNARK de Jean-Louis Laurière. Il est co-auteur avec Jean-Christophe Weill, Marc-François Baudot et Jean-Luc Seret du logiciel Frenchess qui a été  ex æquo avec Deep Blue au championnat du monde d'échecs des ordinateurs de 1995. Avec l'égyptologue, Robert Vergnieux, il a créé un système expert permettant de reconstituer les scènes du temple d'Amenophis IV (Akhenaton) de Louxor à partir de quelques milliers de talatates.

### Physique
Il s'intéresse au principe de moindre action et aux fondements de la mécanique quantique dans l'optique de la théorie de De Broglie-Bohm. 

## Distinctions
- Prix Monpetit de l'Académie des Sciences en 1998
- Prix Delalande-Guérineau de l'Académie des inscriptions et belles-lettres en 1998

## Ouvrages
- Michel Gondran et Michel Minoux, Graphes et Algorithmes, Paris, Eyrolles, 1979, 1984, 1995, puis lavoisier (4e ed.) 2009, xxxi+784 (ISBN 978-2-7430-1035-5, SUDOC 133273733) — Édition en anglais : (en) Graphs and Algorithms, Chichester, Wiley - Interscience, 1984, 1986, 1988, 1990, 1994, 1995, 650 p. (ISBN 978-0-471-10374-5 et 0-471-10374-8)
- Alain Pagès et Michel Gondran, Fiabilité des Systèmes, Paris, Eyrolles, 1980, xxii+323 (ISBN 978-2-212-01582-9, SUDOC 000486035) — Édition en anglais :   System Reliability : Evaluation and Prediction in Engineering, North Oxford Academic, 1986, 351 p. (ISBN 978-0-946536-21-4)
- Michel Gondran, Introduction aux Systèmes Experts, Paris, Eyrolles, 1983, 1984, 1986, 1988 — Édition en anglais :   An Introduction to Expert Systems, Mc Graw-HILL, 1986 (ISBN 978-0-07-084157-4)
- Michel Gondran, Jean-François Héry et Jean-Claude Laleuf, Logique et Modélisation : modèles consistants, données compatibles, Paris, Eyrolles, 1995, xxvi+455 (ISBN 2-212-01647-6, SUDOC 003778746)
- Robert Vergnieux et Michel Gondran, Aménophis IV et les pierres du soleil : Akhénaton retrouvé, Paris, Artaud, 1997, 198 p. (ISBN 2-7003-1149-3, SUDOC 00432448X)
- Michel Gondran et Michel Minoux, Graphes, dioïdes et semi-anneaux : nouveaux modèles et algorithmes, Paris, Tec & Doc, 2001, xvi+415 (ISBN 2-7430-0489-4, SUDOC 060235101) — Édition en anglais :   (en) Graphs, Dioids and Semirings : New Models and Algorithms, Dordrecht, Springer Science & Business Media, coll. « Operations Research/Computer Science Interfaces Series » (no 41), 2008, 388 p. (ISBN 978-0-387-75450-5, zbMATH 1201.16038, lire en ligne)
- Michel Gondran et Alexandre Gondran, Mécanique quantique : Et si Einstein et de Broglie avaient aussi raison ?, Paris, Editions Matériologiques, 2014, 333 p. (ISBN 978-2-919694-68-6, SUDOC 182850943)